# Sputnik Media
Sputnik Media is een productiehuis dat actief is in de Benelux. Het bedrijf werd opgericht in 2002 en is gevestigd in Antwerpen.
Sinds 2012 is Sputnik ook actief in Nederland en heeft het een vestiging in Amsterdam.

## Geschiedenis
Sputnik ontstond als productiehuis en maakte programma's voor de verschillende televisiezenders van de openbare omroep VRT en de commerciële zenders. Voor de regionale zender ATV maakte het De Nieuwe Antwerpenaar. Daarnaast maakt het bedrijf ook reclame- en bedrijfsfilms. Sputnik ging zich daarnaast ook toeleggen op andere digitale media, zoals bouwen van websites, apps en spelletjes voor verschillende platformen.
Sinds 2018 legt de producent zich ook toe op digital-first content en op fictie. De jongerenreeks wtFOCK was een van de successen die voortvloeien uit deze strategie. wtFOCK werd in 2019 het meest gegoogelde woord in België en werd verkozen op de eerste editie van De Jamies tot beste reeks, zowel van 2020 als van 2021. Ook de Jamie voor beste online reeks van 2022 ging naar Sputnik, voor 2DEZIT.
Via het Antwerpse productiehuis kreeg jong talent als Nora Dari, Nathan Naenen, Nathan Bouts, Ferre Van den Broeck, Maïmouna Badjie en Noa Tambwe Kabati de kans om hun eerste stappen in fictie zetten.

## Programma's
| Programma                                    | Zender                   | Utzendperiode    | Land      |
| -------------------------------------------- | ------------------------ | ---------------- | --------- |
| Losgeld                                      | VT4                      | 2002             | België    |
| Kaat & Co                                    | Eén                      | 2004 - 2007      | België    |
| De Ring                                      | Eén                      | 2005 - 2006      | België    |
| Vakantie                                     | Eén                      | 2006             | België    |
| Grappa                                       | VTM                      | 2006 - 2008      | België    |
| Viva Victoria                                | Eén                      | 2007             | België    |
| Los zand                                     | Eén                      | 2009             | België    |
| Sherlock                                     | Ketnet                   | 2009 - 2010      | België    |
| Tournée Générale                             | Eén & Canvas             | 2009 - 2013      | België    |
| De Vissershaven                              | Eén                      | 2010             | België    |
| Claire, mijn broer en ik                     | Canvas                   | 2010             | België    |
| Oma en Oma                                   | Ketnet                   | 2010, 2013, 2015 | België    |
| Kijk Uit                                     | Eén                      | 2011 - 2013      | België    |
| Exotische Liefde                             | VT4                      | 2011 - 2012      | België    |
| Otto                                         | VT4                      | 2012             | België    |
| Checklist                                    | VIJF                     | 2012 - 2013      | België    |
| De Vakantiegast                              | VIER                     | 2012 - 2014      | België    |
| Exotische Liefde                             | SBS6                     | 2012 - 2014      | Nederland |
| Beroepen zonder grenzen                      | Eén                      | 2012 - 2016      | België    |
| Hallelujaaah! 100 dingen doen voor je sterft | VIER                     | 2013             | België    |
| Shoot                                        | VIJF                     | 2013             | België    |
| Mijn 5000 vrienden                           | BNN, NPO 3               | 2013 - 2014      | Nederland |
| Mijn 5000 vrienden                           | OP12                     | 2014             | België    |
| Het IJzeren Gordijn                          | Canvas                   | 2014             | België    |
| De Zeven Zeeën                               | BNN, NPO 3               | 2015             | Nederland |
| Superbrein                                   | Ketnet                   | 2016 - 2018      | België    |
| Superbrein                                   | NPO 3                    | 2016 - 2018      | Nederland |
| Eline Gets Dirty                             | TLC                      | 2016             | België    |
| Alors On Danse                               | Eén                      | 2016             | België    |
| Dokters vs Internet                          | NPO 1                    | 2016 - 2018      | Nederland |
| Baksteen in de maag                          | VIER                     | 2016 - 2017      | België    |
| Leven in de Brouwerij                        | NPO 2                    | 2017             | Nederland |
| M/V/X                                        | Eén                      | 2018             | België    |
| Team Scheire S1                              | Canvas                   | 2018             | België    |
| Moslims zoals wij                            | NTR, NPO 2               | 2018             | Nederland |
| wtFOCK                                       | VIER, Telenet, VIJF      | 2018             | België    |
| wtFOCK S2                                    | Telenet, VIJF            | 2019             | België    |
| wtFOCK S3                                    | Telenet, VIJF            | 2019             | België    |
| wtFOCKdown                                   | Telenet, VIJF            | 2020             | België    |
| Meisjes S1                                   | Ketnet                   | 2020             | België    |
| wtFOCK S4                                    | VIER, Telenet, VIJF      | 2020             | België    |
| Team Scheire S2                              | Canvas                   | 2020             | België    |
| Bathroom Stories                             | VRT.NU, MNM              | 2020             | België    |
| Meisjes S2                                   | Ketnet                   | 2021             | België    |
| Panna                                        | GoPlay                   | 2021             | België    |
| wtFOCK S5                                    | Telenet, GoPlay, Streamz | 2021             | België    |
| Meisjes S3                                   | Ketnet                   | 2021             | België    |
| MATCH                                        | VRT NU                   | 2021             | België    |
| Couples Therapy                              | Streamz                  | 2022             | België    |
| 2DEZIT S1                                    | Streamz                  | 2022             | België    |
| Zonder Ouders Op Vakantie S1                 | VRT MAX                  | 2022             | België    |
| Meisjes S4                                   | Ketnet                   | 2022             | België    |
| Rewind                                       | Streamz                  | 2022             | België    |
| Dansaertvlamingen                            | Streamz                  | 2023             | België    |
| Meisjes S5                                   | Ketnet                   | 2023             | België    |
| WTFOCK: ADA                                  | GoPlay                   | 2023             | België    |
| Zonder ouders op vakantie S2                 | VRT MAX                  | 2023             | België    |
| 2DEZIT S2                                    | Streamz                  | 2023             | België    |
| Boomer S1                                    | Eén                      | 2023             | België    |
| Challas en de kost S1                        | VRT MAX                  | 2023             | België    |
| WTFOCK: ANAÏS                                | GoPlay                   | 2023             | België    |
| Uw rider is onderweg                         | VRT MAX                  | 2024             | België    |
| OTIS                                         | GoPlay                   | 2024             | België    |
| 9 Feestjes voor de kater                     | VRT MAX                  | 2024             | België    |
| BLUR S1                                      | VTM GO                   | 2024             | België    |
| 2DEZIT S3                                    | Streamz                  | 2024             | België    |
| Quentin's Treehouse                          | VRT MAX op TikTok        | 2024             | België    |
| Challas en de kost S2                        | VRT MAX                  | 2025             | België    |